# Noureddin Majeri
Noureddin Majeri – tunezyjski zapaśnik walczący w obu stylach. Zajął ósme miejsce na igrzyskach śródziemnomorskich w 1979. Brązowy medalista mistrzostw Afryki w 1969 i 1971 roku.